# 岩佐作太郎
岩佐作太郎（いわささくたろう、1879年9月25日 - 1967年2月13日）は日本のアナキスト。純正アナキズムを唱え、マルクス主義に反対しながらも非妥協的な革命を主張した。妻は岩佐しげ。

## 経歴

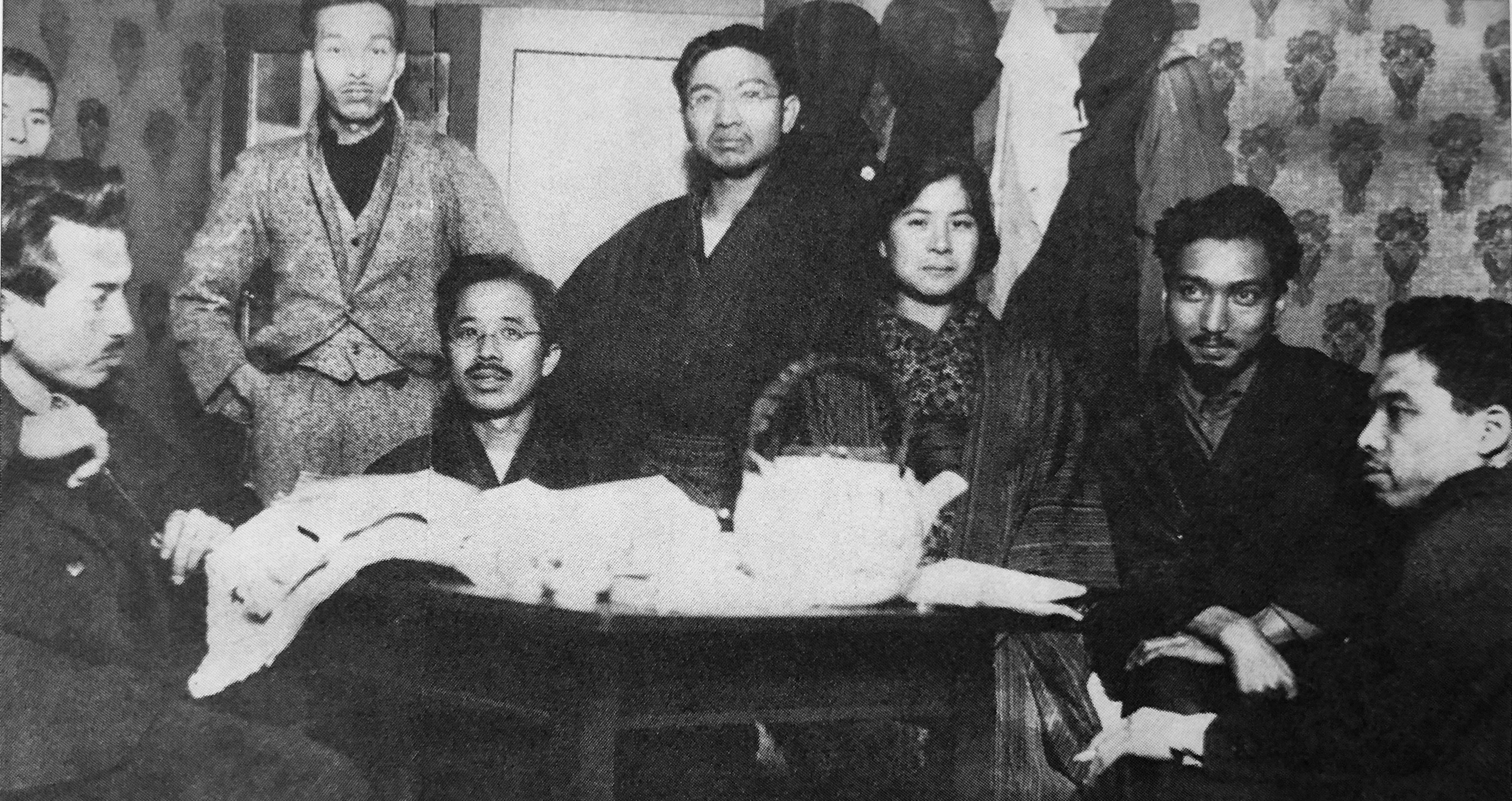
左から中村還一、近藤憲二、竹内一郎、岩佐作太郎、高津正道、伊藤野枝、大杉栄、近藤栄蔵。1921年1月11日撮影。

1879年9月25日、千葉県長生郡生まれ。東京法学院（現中央大学）卒業。1902年に渡米し、アメリカで社会主義者となり、サンフランシスコ日本人社会主義協会に参加する。1906年、岡繁樹ら平民社サンフランシスコ支部人士と共に幸徳秋水の渡米を迎え、これを機に社会革命党を結成（1905年とも）。1910年に大逆事件が発生した際には、これに抗議して天皇宛に『日本天皇及び属僚諸卿に与う』と題する「公開状」を送り有名となった。
1918年に帰国し、以降アナキズム運動に参加する。同年に堺利彦が提唱した日本社会主義同盟に発起人として参加。1923年にいわゆる甘粕事件で大杉栄が没した後、サンディカリズムを批判して「純正アナキズム」を提唱した。1925年、黒色青年連盟創立に参加。1922年11月17日、赤化防止団員との立会演説会にて団員に日本刀で切り付けられる事件が発生する。1927年、中国に渡り現地のアナキズム人士と繋がりを持つ。1930年ごろから長生郡の自宅にこもって著述に没頭する。1933年に関東労働組合会議などが結成した「反ナチス・ファッショ粉砕同盟」の大会で登壇した際には、数年ぶりに演説し弁士中止を受けたと報じられている。1937年、民族主義の立場から『国家大綱論』を発表し、これをもって岩佐は明確に転向したとされる。1935年に焼き鳥屋台を開店し、日本橋近辺で夫婦で営業していた。
第二次世界大戦終戦後の1946年近藤憲二を代表として日本アナキスト連盟を結成し1949年全国委員長に就任。その後アナ連は分裂し、岩佐ら反サンディカリズム系の活動家は新たに日本アナキストクラブを結成した。
1946年11月、石川三四郎、長谷川如是閑らと共にコスモ・クラブを再建。
1967年2月13日没。